# نرکین چارتار
نرکین چارتار (به ارمنی: Ներքին Ճարտար) یک منطقه مسکونی در جمهوری آرتساخ است که در استان مارتونی واقع شده‌است.